# Estação Pobeda
Pobeda (em russo:  Победа) é uma das estações da Linha 1 do Metro de Samara, na Rússia. A estação «Pobeda» está localizada entre as estações «Bezymianka» e «Sovietskaia».